# Фор-Оукс (Північна Кароліна)
Фор-Оукс (англ. Four Oaks) — місто (англ. town) в США, в окрузі Джонстон штату Північна Кароліна. Населення — 2158 осіб (2020).

## Географія
Фор-Оукс розташований за координатами 35°27′2″ пн. ш. 78°25′6″ зх. д. / 35.45056° пн. ш. 78.41833° зх. д. (35.450422, -78.418312).  За даними Бюро перепису населення США в 2010 році місто мало площу 4,22 км², з яких 4,20 км² — суходіл та 0,02 км² — водойми.

## Демографія
Згідно з переписом 2010 року, у місті мешкала 1921 особа в 807 домогосподарствах у складі 501 родини. Густота населення становила 455 осіб/км².  Було 888 помешкань (210/км²).
Расовий склад населення:
| - 69,8 % — білих - 17,5 % — чорних або афроамериканців - 0,9 % — корінних американців - 0,2 % — азіатів - 8,6 % — осіб інших рас |

До двох чи більше рас належало 3,0 %. Частка іспаномовних становила 14,1 % від усіх жителів.
За віковим діапазоном населення розподілялося таким чином: 26,2 % — особи молодші 18 років, 59,0 % — особи у віці 18—64 років, 14,8 % — особи у віці 65 років та старші. Медіана віку мешканця становила 37,6 року. На 100 осіб жіночої статі у місті припадало 87,6 чоловіків;  на 100 жінок у віці від 18 років та старших — 79,7 чоловіків також старших 18 років.
Середній дохід на одне домашнє господарство  становив 49 659 доларів США (медіана — 28 457), а середній дохід на одну сім'ю — 62 441 долар (медіана — 46 250). Медіана доходів становила 35 000 доларів для чоловіків та 30 500 доларів для жінок. За межею бідності перебувало 33,2 % осіб, у тому числі 45,9 % дітей у віці до 18 років та 13,9 % осіб у віці 65 років та старших.
Цивільне працевлаштоване населення становило 779 осіб. Основні галузі зайнятості: освіта, охорона здоров'я та соціальна допомога — 16,3 %, виробництво — 15,1 %, мистецтво, розваги та відпочинок — 12,3 %, роздрібна торгівля — 11,9 %.